# Vireo crassirostris
Vireo crassirostris là một loài chim trong họ Vireonidae.